# Zodwa Dlamini (biochimiste)
Pour les articles homonymes, voir Zodwa Dlamini et Dlamini.
Zodwa Dlamini est une biochimiste sud-africaine et ancienne vice-chancelière adjointe chargée de la recherche à l'Université de technologie Mangosuthu. Elle fait des recherches en oncologie moléculaire. Elle est une ancienne vice-présidente du Conseil sud-africain de la recherche médicale (en) et membre du Conseil scientifique du Centre international de génie génétique et de biotechnologie (en).

## Enfance et éducation
Dlamini est née sur la côte nord du KwaZulu-Natal. Elle a travaillé comme commis d'administration à la santé provinciale avant d'entreprendre un diplôme en pharmacie. Elle n'était pas contente et est passée à la biochimie et à la microbiologie, obtenant une licence à l'université du Cap-Occidental. Elle a déménagé à l'université du Natal (en) pour sa maîtrise et son doctorat.

## Carrière
Après son doctorat, Dlamini est retournée à l'Université du Cap-Occidental en tant que boursière postdoctorale en oncologie moléculaire. En 2002, elle rejoint l'université du Witwatersrand, où elle étudie la toxicité de la bière africaine traditionnelle,. En 2007, elle a reçu un prix d'opportunité d'investigation de l'Institut américain du cancer. Elle a rejoint l'université du Limpopo en tant que professeure associée en 2014.
Elle a été nommée responsable de la direction de la recherche à l'université de technologie Mangosuthu en 2015. En juillet 2017, Dlamini a été confirmée en tant que membre du Conseil scientifique du Centre international de génie génétique et de biotechnologie (en). Elle est professeure invitée à l'université de Bristol .
Dlamini se préoccupe de l'éducation au sein de la communauté locale et soutient les écoles en comptabilité, en mathématiques et en physique. Elle pense que l'Université de technologie de Mangosuthu peut améliorer la vie des habitants d'Umlazi. Elle est membre du comité directeur du groupe d'éducation STEM de l'Académie des sciences d'Afrique du Sud.
En 2017, elle a dirigé une délégation de scientifiques de l'université de technologie Mangosuthu à l'Institut de technologie de Dublin. Elle s'intéresse à la médecine de précision (en). Dlamini a contribué à deux livres sur le cancer, dont Current Immunotherapeutic Treatments in Colon Cancer et South African Herbal Extracts as Potential Chemopreventive Agents: Screening for Anticancer Splicing Activity ,. Ses recherches actuelles portent sur les microARN anormaux dans les cancers associés au VIH. Le projet a reçu 6 millions de rands sur trois ans du Conseil sud-africain de la recherche médicale (en).